# Rhinolophus tatar
Rhinolophus tatar — вид рукокрилих ссавців з родини підковикових.

## Таксономічна примітка
Таксон відділено від euryotis.

## Морфологічна характеристика
R. tatar має довжину передпліччя 48.7–51.8 мм. Має великі трикутні вуха, які більші в довжину, ніж ширину. Його хутро щільне і шерстисте. Окремі волоски двоколірні: на спині мають білі основи і темно-коричневі кінчики, а на череві — білі основи і середньо-коричневі кінчики.

## Середовище проживання
Країни проживання: Індонезія. Проживає на о. Сулавесі.

## Спосіб життя
Цей вид, як і всі представники роду, є комахоїдним або повітряним комахоїдним. Цілком можливо, що він ночує в печерах, хоча скоріше він деревний. Виловлений у дещо порушених низинах тропічних лісів і до нижніх гірських лісів.

## Загрози й охорона
Хоча цей вид наразі не перебуває під загрозою в усьому ареалі, вирубка лісів і порушення людиною сідал можуть негативно вплинути на місцеве населення. Охоронних дій немає.